# Первомайский (Вязниковский район)
Первомайский — посёлок в Вязниковском районе Владимирской области России, входит в состав муниципального образования «Город Вязники».

## География
Посёлок расположен в 2 км на запад от райцентра Вязники.

## История
Посёлок образован после Великой Отечественной войны в связи со строительством птицефабрики, входил в состав Коуровского сельсовета, с 1986 года — в составе Чудиновского сельсовета, с 2005 года — в составе муниципального образования «Город Вязники».

## Население
| 2002 | 2010 | 2021 |
| ---- | ---- | ---- |
| 425  | ↘413 | ↘314 |

## Экономика
В посёлке расположена племптицефабрика «Вязниковская».